# 豫東道 (汪兆銘政権)
豫東道（よとう-どう）は中華民国臨時政府により設置された河南省の道。臨時政府が汪兆銘政権に合流した後は華北政務委員会管轄の道とされた。

## 沿革
1938年（民国27年）10月1日に設置された。

## 行政区画
廃止直前下部の1市17県を管轄した。（50音順）
- 市
  - 開封市
- 県
  - 開封県
  - 開蘭県
  - 鹿邑県
  - 杞県
  - 睢城県
  - 虞城県
  - 考城県
  - 水城県
  - 商丘県
  - 太康県
  - 中牟県
  - 陳留県
  - 柘城県
  - 通許県
  - 寧陵県
  - 民権県
  - 淮陽県